# Готова продукція
Гото́ва проду́кція — продукція (товар), вироблена з використанням давальницької сировини (крім тієї частини, що використовується для проведення розрахунків за її переробку) і визначена як кінцева у контракті між замовником і виконавцем.
За ДСТУ 2960-94:	
Готова продукція — промислова продукція, яка закінчена виробництвом, укомплектована, відповідає вимогам стандартів і технічних умов, має документ, що засвідчує її якість, та призначена для збуту за межі підприємства.